# Evander Holyfield vs. Mike Tyson
L'incontro di pugilato tra Mike Tyson ed Evander Holyfield si disputò all'MGM Grand di Las Vegas, il 9 novembre 1996. Considerato tra i migliori incontri del pugilato moderno, fu vinto da Evander Holyfield per TKO.

## Antefatti
Dal ritorno sul ring, l'anno precedente, Holyfield aveva sostenuto 3 incontri vincendone 2. Tyson, risalito sul quadrato nel medesimo anno, aveva riportato invece 4 vittorie: l'ultima di queste, ottenuta 2 mesi prima ai danni di Bruce Seldon, gli era valso il titolo mondiale dei massimi in versione WBA. Sarebbe stata la sua prima difesa. Holyfield, dal par suo, avrebbe potuto eguagliare Muhammad Ali vincendo la cintura per la 3ª volta.
Holyfield cercò una sfida con Iron Mike fin da quando nel 1988 effettuò il passaggio dai pesi cruiser ai pesi massimi promettendo al mondo che sarebbe arrivato in vetta anche nella categoria regina. A impedire lo svolgimento anticipato del big match furono quindi altre circostanze, del tutto indipendenti dalla volontà dei due pugili. Il primo evento accidentale fu l’inopinata sconfitta di Tyson contro James “Buster” Douglas del 1990: Holyfield si era già guadagnato il ruolo di sfidante ufficiale ed era presente quella sera a Tokyo per visionare dal vivo colui che tutti ritenevano il sicuro vincitore. Douglas tuttavia fece saltare in aria i piani ed Evander dovette battersi con lui (e metterlo rapidamente KO) per far sua la cintura. Verso la fine del 1991 l’incontro della verità venne riprogrammato e si sarebbe svolto senz’altro se Tyson non avesse dato forfait a causa di un infortunio alla costola, venendo sostituito dal coraggioso Bert Cooper. Nel 1992 un'accusa di stupro e la successiva condanna di Tyson a 6 anni di detenzione fecero definitivamente sfumare le trattative.

## L'incontro
Tyson (45-1) partì deciso all'attacco, cogliendo di sorpresa l'avversario. Holyfield (32-3) aveva, tuttavia, approfondito la conoscenza sullo stile di lotta di "Iron Mike": un'inaspettata supremazia fisica gli consegnò le chiavi dell'incontro, privilegiando persino la sua tattica di rimessa. Il copione non mutò nella seconda ripresa, con Tyson costretto a combattere in maniera sbilanciata perdendo potenza nell'imprimere i colpi.
L'incontro proseguì su questa falsariga, Tyson cercava di mandare a segno combinazioni, che però la maggior parte delle volte mancava o Holyfield dispiegava un'ottima difesa. Nel corso del sesto round una testata di "Real Deal" aprì una ferita all'arcata sopraccigliare di Tyson (l'episodio fu giudicato fortuito dall'arbitro, Mitch Halpern). Sempre durante la sesta ripresa Holyfield mise al tappeto il rivale con un montante sinistro al torace. Tyson si rialzò velocemente, ma scosso e confuso, sorpreso dalla grande qualità tecnica di Holyfield. 
L'incontro continuò con selvaggi scambi da una parte e dall'altra, al 10º round Evander colpisce un Tyson senza energie con un forte diretto alla testa, seguono 14 colpi consecutivi, che portano Tyson alle corde, suona la campana e in qualche modo Mike è ancora in piedi, anche se particolarmente frustrato e scosso. L'inizio dell'undicesima ripresa fu senza storia, con Holyfied che martellò di colpi un ormai indifeso Tyson, fino a quando l'arbitro poco dopo fermò il match assegnando la vittoria per ko tecnico.

## Conseguenze
Holyfield vinse il titolo mondiale per la terza volta, raggiungendo il primato di "The Greatest" Muhammad Ali. Nella conferenza stampa del dopo-match, Tyson lo elogiò: «Ti ringrazio molto. Ho il massimo rispetto per te.» La rivincita si tenne sempre a Las Vegas, il 28 giugno 1997.